# 조위제
조위제(한국 한자: 趙偉濟, 2001년 8월 25일 ~ )는 대한민국의 축구 선수로, 포지션은 센터백이다. 현재 K리그2 부산 아이파크 소속이다.